# بادکون-لو-پین
بادکون-لو-پین (به فرانسوی: Badecon-le-Pin) یک کمون در فرانسه است که در اندر واقع شده‌است. بادکون-لو-پین ۹٫۸۸ کیلومتر مربع مساحت و ۷۵۴ نفر جمعیت دارد و ۲۰۰ متر بالاتر از سطح دریا واقع شده‌است.